# Limita Bekenstein
În fizică, limita Bekenstein este limita superioară a entropiei S (ori a informației I) care poate fi conținută într-o regiune finită dată a spațiului care are o cantitate finită de energie; sau invers, valoarea maximă a informațiilor necesare pentru a descrie perfect un anumit sistem fizic până la nivelul său cuantic. Acest lucru implică faptul că informația unui sistem fizic, sau informația necesară pentru a descrie perfect acest sistem, trebuie să fie finită dacă regiunea de spațiu și energia sunt finite. În informatică, acest lucru implică faptul că există o rată maximă de procesare a informațiilor pentru un sistem fizic care are o dimensiune și energie finită, și că o mașină Turing cu memorie nelimitată este fizic imposibilă. 

## Ecuații
Forma universală a acestei limite a fost formulată de Jacob Bekenstein ca o inegalitate:

{\displaystyle S\leq {\frac {2\pi kRE}{\hbar c}}}
în care S este entropia, k este constanta Boltzmann, R este raza sferei în care se află un sistem dat, E este echivalentul masă-energie care conține masele de repaus, ħ este constanta Planck redusă, iar c este viteza luminii. De remarcat că în timp ce gravitația joacă un rol important în ecuație, expresia limitei nu conține constanta lui Newton G.
În termeni informatici, limita este dată de
{\displaystyle I\leq {\frac {2\pi RE}{\hbar c\ln 2}}}
în care I este informația exprimată în numărul de biți cuprinși în mediul cuantic al sferei. Factorul ln 2 provine din definirea informației logaritmului în baza 2 a numărului de stări cuantice. Partea din dreapta a ecuației de mai sus este aproximativ egală cu 2.5769087×1043(masa exprimată în kilograme)×(raza în metri).